# チェスケー・シュヴィーチャルスコ

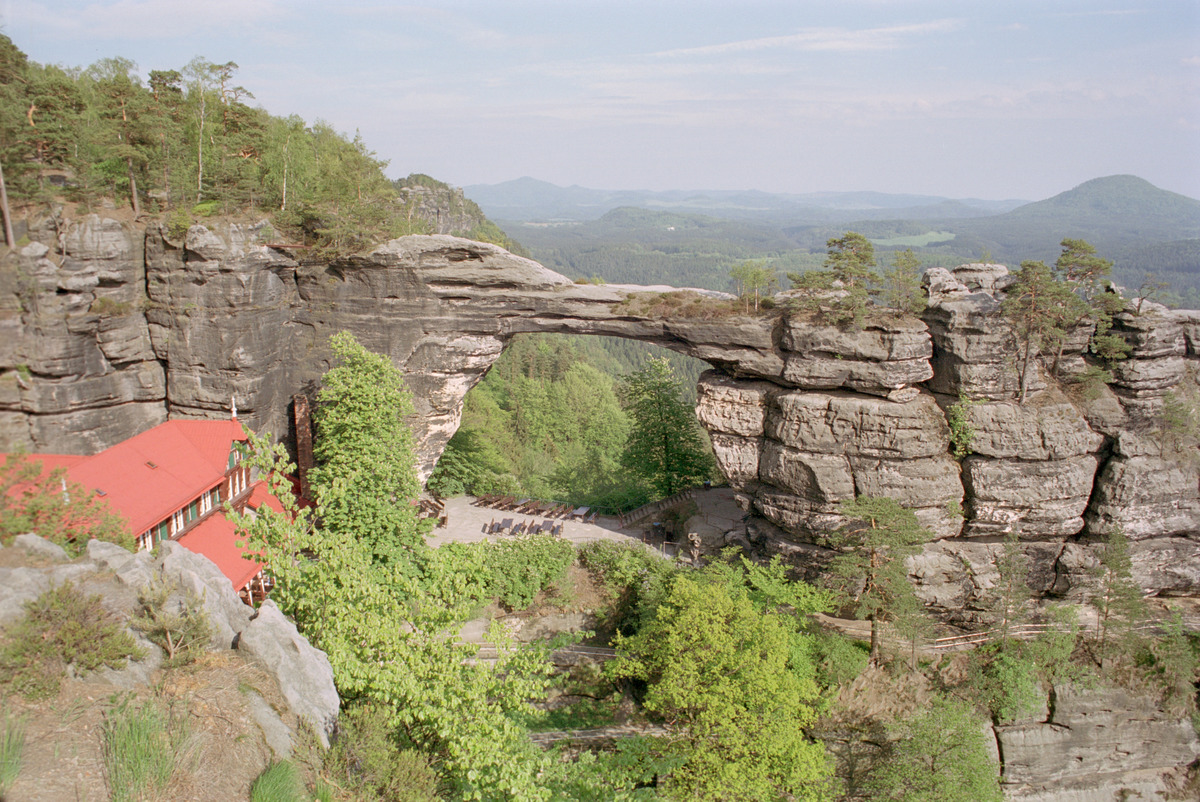
チェスケー・シュヴィーチャルスコのシンボルであるPravčická bránaはヨーロッパ最大の砂岩のアーチ。

チェスケー・シュヴィーチャルスコ (チェコ語: České Švýcarsko; ドイツ語: Böhmische Schweiz)はチェコ北西部にある景勝地である。この地域はエルベ川の両側にあるジェチーンの北のエルベ砂岩山地のチェコ側にあり、東のルサチアン山脈、西のエルツ山地につながる。最高地点は海抜726mの DěčínskýSněžník である。この地域は1972年以来「ChKO Labske Piskovce」として保護地域になっている。
エルベ川右岸の地域は2000年1月1日にチェスケー・シュヴィーチャルスコ国立公園に指定されている。この国立公園はドイツのゼジッシェ・シュヴァイツ国立公園と隣接している。